# Rätsel
Ein Rätsel ist eine Aufgabe, die durch Denken gelöst werden muss. Rätsel können dem Zeitvertreib, der Unterhaltung und der Bildung des Rätsellösers dienen. Ihre Lösung wird teilweise durch irreführende, mehrdeutige Angaben erschwert. Schwierig zu lösende Rätsel werden redensartlich auch als Knacknuss oder Kopfnuss bezeichnet, da sie einer Nuss ähnlich „schwer zu knacken“ sind. Gelegentlich werden auch Rätsel gestellt, die keine Lösung besitzen. Ziel solcher Rätsel ist es meistens, den Rater zu foppen.
Zu einem Rätselwettkampf, bei dem vor allem das Wissen zählt, wurde vor allem das Quiz. Mit dem Internet entstanden auch etliche, teilweise sehr schwierige Online-Rätsel, bei denen oft auch die Antworten im Web recherchiert werden müssen. Die Art der Aufgaben ist recht unterschiedlich. Lösungen sind im Web oft unter dem Begriff „Cheats“ zu finden.

## Geschichte
Bei fast allen Völkern und Kulturen findet man bereits in ältesten Überlieferungen eine Rätseldichtung. Sie tritt sowohl in der älteren Form des nicht erratbaren Rätsels (religiöse oder philosophische Deutungen und Prophezeiungen) als auch später in der erratbaren (eher der Unterhaltung und dem Spiele dienenden) Version auf.
Das Wort selbst erlangte durch die Lutherbibel gemeinsprachliche Bedeutung und ist seit dem 16. Jahrhundert als rœtsel bezeugt. Es stammt vom Verb raten im Sinne von erraten, deuten und ist auch im englischen Verb to read zu finden, was ursprünglich Runen deuten bedeutete. Aus etwa derselben Zeit stammt auch mit dem Straßburger Rätselbuch das erste im deutschsprachigen Raum bekannte gedruckte Rätselbuch. Es erschien erstmals etwa um das Jahr 1500/1505. Etwas später erschien ein niederländisches Rätselbuch. Rätsel wurden jedoch schon vorher schriftlich festgehalten. Um 1498 wurde eine französische Schrift mit 587 Rätseln publiziert.
Die ältesten dokumentierten Rätsel stammen von einer Tontafel aus dem alt-sumerischen Lagasch (ca. 2350 v. Chr.). Es werden Fragen der folgenden Art aufgelistet: „sein Kanal ist a, sein Gott ist b, sein Fisch ist c, seine Schlange ist d. Gesucht wird nach einer Stadt, die am Kanal a liegt, deren Stadtgott/göttin b ist und die die Symboltiere c und d hat.“ Weitere Rätsel verschiedener Art finden sich in der sumerischen und etwas seltener in der akkadischen Literatur Mesopotamiens. Das älteste Rätsel aus Ägypten ist auf einer Papyrusrolle verzeichnet, die im Jahre 1858 in Luxor von dem schottischen Ägyptologen Alexander Henry Rhind erworben wurde, dem später nach ihm benannten Papyrus Rhind. Der Verfasser dieser Papyrusrolle trug den Namen Ahmes (auch Ahmose). Das Dokument selbst entstand um 1550 v. Chr. In einer Notiz am Rande merkt der Verfasser an, dass er aus einer anderen – wahrscheinlich über zwei Jahrhunderte älteren – Quelle abgeschrieben habe, womit das Rätsel über 3800 Jahre alt sein dürfte. Die heute im British Museum aufbewahrte Schriftrolle gibt die auch als Katzen-und-Mäuse-Rätsel bekannt gewordene (79.) Aufgabe an: „Es gibt sieben Häuser, in jedem Haus wohnen sieben Katzen. Jede Katze fängt sieben Mäuse, von denen jede sieben Kornähren gefressen hat. In jeder Ähre sind sieben Samen.“ Die Anzahl der hierbei involvierten Objekte ist {\displaystyle 7+7^{2}+7^{3}+7^{4}+7^{5}=19607}.
Der israelitische König Salomo und Hiram von Tyros traten in einen Rätselwettstreit, den Hiram nach Flavius Josephus durch die Hilfe von Abdemon gewann.
In der griechischen Sagenwelt bringt die Sphinx alle Reisenden auf dem Weg nach Theben um, die ihr Rätsel nicht lösen können: „Es ist am Morgen vierfüßig, am Mittag zweifüßig, am Abend dreifüßig. Von allen Geschöpfen wechselt es allein in der Zahl seiner Füße; aber eben, wenn es die meisten Füße bewegt, sind Kraft und Schnelligkeit bei ihm am geringsten.“ Ödipus weiß die Antwort (der Mensch), woraufhin die Sphinx stirbt und der Held die verwitwete Königin heiratet (die, wie sich später herausstellt, seine eigene Mutter ist).
In der antiken lateinischen Literatur sind kaum Rätsel überliefert. Erst aus der Spätantike ist die Rätselsammlung des Symphosius überliefert. Auf sie gehen die Berner Rätsel (7. Jahrhundert) zurück.

## Rätseltypen

### Lösbar
Die Arten der lösbaren Rätsel werden allgemein als die echten Rätsel betrachtet. Hier spielen keine mystizierenden oder magischen Elemente eine Rolle, es zählen ausschließlich Verstand und Gewitztheit. So hat Homer in seinen Epen mehrere Rätsel eingeflochten, und auch die nordischen Lieder kennen jenes Erzähl- und Spannungselement. Im Mittelalter gibt es die zahlreichen Märchen von den klugen Rätsellösern wie in Grimms Die kluge Bauerntochter, der vom König aufgegeben wird: „Komm zu mir, nicht gekleidet, nicht nackend, nicht geritten, nicht gefahren, nicht in dem Weg, nicht außer dem Weg, und wenn du das kannst, will ich dich heiraten.“ Die Rätseldichtungen des Biedermeier und der Spätromantik wurden vor allem durch Schillers Bearbeitung des Turandot-Stoffes ausgelöst, bei der die Prinzessin jeden Bewerber töten lässt, der ihre Rätsel nicht besteht.

### Unlösbar
Das unlösbare Rätsel, eher als ein Mysterium zu verstehen, hat magische und kultische Elemente und dient dazu, den „Wissenden“  als Mitglied eines Sozialverbandes oder einer Kultgemeinschaft auszuweisen. Dies fand sich bereits bei der Priesterinitiation der wedischen Religionen Indiens, als auch später in den Fragebüchern mit theologischem und philosophischem Inhalt, den Katechismen.
Eine Besonderheit des unlösbaren Rätsels findet sich dort, wo es auf einem individuellen Erlebnis beruht, das nur der Rätselsteller selbst kennt. Hier ist als Beispiel Simsons Hochzeit, aus dem Buch der Richter (Ri 14,1–20 ) zu nennen. Dessen Frage an die Verwandten seiner Frau, „Vom Fresser kommt Speise, vom Starken kommt Süßes“, konnte nur er selbst wissen (Lösung). Auch die zu den sogenannten Gerichtsrätseln gehörenden Halslösungsrätsel, in denen ein zum Tode Verurteilter seinen Richtern ein (für diese) unlösbares Rätsel aufgibt, gehören in diese Kategorie.

### Weitere
In den Naturwissenschaften sind Rätsel bekannt, zu denen eine Lösung noch nicht gefunden wurde. Bei solchen Rätseln sind über die Unterscheidung „lösbar“ oder „unlösbar“ hinaus weitere Typzuordnungen denkbar, wenn bei der Formulierung des Rätsels von falschen Voraussetzungen oder unzutreffenden Randbedingungen ausgegangen wurde. Spätere Lösungen dieser Rätsel führen dann auch zu einer Korrektur der ursprünglichen Formulierung, so beispielsweise der Frage „Warum dreht sich die Sonne um die Erde?“

## Rätselformen

### Textbasierte Rätsel
Die in Vers oder Prosa vorliegenden Texte werfen Fragen auf, die nicht beantwortet werden. Dabei erscheint das zu Erfragende in vollständiger Verschlüsselung, deren Bildbereich (wie in der Allegorie) auflösbar sein muss. Aus diesem Grund können Rätsel als umgekehrte Definitionen betrachtet werden. Zu dieser Gattung gehören Kreuzworträtsel, Silbenrätsel, Rösselsprung, Spiralrätsel sowie Worträtsel (Umschreibung eines einzelnen Zielbegriffs) wie Anagramm, Palindrom, Homonym und Rätsel, bei denen Buchstaben durch Ziffern ersetzt sind (Arithmogriph).

#### Rätselgedichte
Rätselgedichte oder auch literarische Rätsel sind eine sehr alte, volkstümliche literarische Form. Einige dieser Rätsel gehen auf mündliche Überlieferung zurück oder stammen aus der Frühzeit der Schrift. Auch Orakelsprüche gehörten häufig zu jenen Rätseln. Die dramatischen Dichter und Lyriker der Antike mischten gern rätselartige Aussprüche in ihre Dichtungen ein. Bekannt ist das von Ödipus gelöste Rätsel der Sphinx. Eine weitere Ausbildung hat das Rätsel im 18. und 19. Jahrhundert erhalten, wo man ihm durch die poetische Form größeren Reiz zu geben suchte. Durch poetischen Gehalt und Formenschönheit ragen Schillers bekannte Rätsel in der Turandot hervor. Mehr durch Humor oder durch Witz und Scharfsinn ausgezeichnet sind die Rätsel von Johann Peter Hebel und Friedrich Schleiermacher, ferner von Wilhelm Hauff, Franz Brentano und Otto Sutermeister.

#### Kinderrätsel
Kinderrätsel, auch Rätselfragen, lassen sich als gesunkene „normale“ Rätsel auffassen.
Beispiele
- Was hängt an der Wand, hat den Rücken verbrannt? (Die Bratpfanne)
- Was hängt an der Wand, gibt jedem die Hand? (Das Handtuch)
- Oder als Übergang zur Scherzfrage: Was hängt an der Wand, macht tick tack und wenn’s runterfällt, ist die Uhr kaputt? (Die Wanduhr)

Immer wieder haben Schriftsteller diese Form des Rätsels aufgegriffen. So gibt es Rätsel von Goethe, Schiller, Arnim, Edgar Allan Poe und Grillparzer. Der Altphilologe Tolkien bezieht sich auf diese alte Tradition, wenn er in seinen Werken das Rätsel zur beliebtesten Literaturform der Hobbits wie auch von Gollum macht.
Ein Rätsel aus der Literatur von Goethe:
Ein Bruder ist’s von vielen Brüdern,

in allem ihnen völlig gleich,

ein nötig Glied von vielen Gliedern

in eines großen Vaters Reich;

jedoch erblickt man ihn nur selten,

fast, wie ein eingeschobnes Kind;

die anderen lassen ihn nur gelten

da, wo sie unvermögend sind.

       (Lösung auf der Diskussionsseite)

### Denksport
Die folgenden Bereiche werden oft als Denksportaufgaben bezeichnet.
- Bilderrätsel

Logikrätsel (Neun-Punkte-Problem); Aufgabe: Alle Quadrate sind in einem Zug durch genau 4 gerade Linien zu verbinden

Lösung (Sind die Quadrate wirklich als Quadrate und nicht nur als Punkte definiert, ist es auch mit drei Linien möglich, indem man sie fast parallel zeichnet.)

- Fehlersuchbilder, bei denen subtile Unterschiede in Bildpaaren zu finden sind
- Logikrätsel, wie sie häufig in Tageszeitungen zu finden sind: Dazu zählen Zahlenrätsel wie Sudoku oder Str8ts, aber auch textbasierte Logikrätsel wie die Logicals, denen das bekannte Zebrarätsel zuzuordnen ist
- Mathematische Rätsel, also Rätsel, die auf einem mathematischen Sachverhalt basieren. Dazu zählt auch das der Graphentheorie zuzuordnende Kinderrätsel des Hauses vom Nikolaus
- Streichholzrätsel, wie zum Beispiel: Wie bildet man aus 6 Hölzchen 4 gleichseitige Dreiecke?
- Puzzles
- Mechanische Geduldspiele

Rätsel, bei denen aus der Verbindung vorgegebener Punkte ein Bild entsteht – Punktebilder oder Punkt-zu-Punkt Bilder genannt – unterschiedlicher Schwierigkeitsgrade dienen der Förderung von Kindern im Kindergarten- und Schulalter oder der Unterhaltung von Erwachsenen.